# Love Axel
Love Axel  é o 20º álbum de estúdio de Masami Okui. Foi lançado em 4 de julho de 2012 pela Lantis e possui 13 faixas.

## Produção
Foi lançado junto com uma edição limitada contendo um DVD com o videoclipe da música "Real☆Starter", além do show ao vivo Birth Live 2012 -Life- The wind of white universe, gravado em Shibuya O-East em 11 de março do mesmo ano.
Ao contrário dos últimos 10 álbuns, este foi lançado pela Lantis, e não pela sua própria gravadora, a evolution, já que foi absorvida pela primeira. Também é o primeiro álbum desde V-sit em que Okui não escreve todas as letras.

## Recepção
O álbum ficou duas semanas no Oricon Albums Chart, chegando à 43ª posição. Também chegou à 40ª posição na Billboard Japan; e à 13ª na Tower Records.
Ao analisar o álbum, o CD Journal disse que a abertura com uma música a cappella só não surpreendeu mais do que o rock que começa a partir da segunda canção, enfatizando que "o desenvolvimento empolgante imediatamente captura corações". Também elogia a variedade de músicas, mostrando a versatilidade da cantora.

## Legado
A música "Good-bye crisis" foi usada como abertura do jogo Hello, Good-bye; já "Dive to Future" abriu o jogo Princess Frontier Portable. Por fim, "Renka Tairan" foi a abertura do anime Shin Koihime Musou - Otome Tairan.

## Faixas
| N.º            | Título                                                | Letras         | Música         | Arranjo         | Duração |  |
| 1.             | "GRATIA"                                              | M. Okui        | Shiho Terada   | S. Terada       | 1:14    |  |
| 2.             | "Good-bye crisis" (de Hello, Good-bye)                | TRINITY        | TRINITY        | MACARONI☆       | 4:33    |  |
| 3.             | "Dive to Future" (de Princess Frontier Portable)      | M. Okui        | Monta          | MACARONI☆       | 4:41    |  |
| 4.             | "Natsuiro Love Song"                                  | M. Okui        | rino           | Akiyo Toda      | 4:26    |  |
| 5.             | "Sora ~ ikite ireba ~"                                | M. Okui        | M. Okui        | Masaki Suzuki   | 4:34    |  |
| 6.             | "LIAR GIRL"                                           | M. Okui        | M. Okui        | Daisuke Kato    | 5:01    |  |
| 7.             | "Sigh Of An Angel"                                    | M. Okui        | M. Okui        | Hijiri Anze     | 4:17    |  |
| 8.             | "Dear"                                                | M. Okui        | M. Okui        | Kenichi Sudo    | 5:27    |  |
| 9.             | "Dogma"                                               | M. Okui        | Kazuya Takase  | K. Takase       | 4:47    |  |
| 10.            | "BI-YA-KU"                                            | M. Okui        | MACARONI☆      | MACARONI☆       | 3:54    |  |
| 11.            | "Renka Tairan" (de Shin Koihime Musou - Otome Tairan) | Megumi Sena    | Shihori        | Kenji Fujisawa  | 3:51    |  |
| 12.            | "Migimawari Shinkakei"                                | M. Okui        | Tatsh          | Tatsh           | 5:14    |  |
| 13.            | "Real☆Starter"                                        | M. Okui        | M. Okui        | Tatsuya Kikuchi | 4:37    |  |
| Duração total: | Duração total:                                        | Duração total: | Duração total: | Duração total:  | 45:25   |  |